# Suiza en la Copa Mundial de Fútbol de 2010
La Selección de Suiza fue uno de los 32 equipos participantes de la Copa Mundial de Fútbol de 2010 que se realizó en Sudáfrica.
Logró su clasificación a un Mundial por segunda vez consecutiva. En su anterior participación fue eliminada en octavos de final tras caer en definición por penales ante Ucrania. En esta ocasión integró el Grupo H junto a Chile, España y Honduras.

## Clasificación
| Equipo     | Pts | PJ | PG | PE | PP | GF | GC | Dif |
| ---------- | --- | -- | -- | -- | -- | -- | -- | --- |
| Suiza      | 21  | 10 | 6  | 3  | 1  | 18 | 8  | 10  |
| Grecia     | 20  | 10 | 6  | 2  | 2  | 20 | 10 | 10  |
| Letonia    | 17  | 10 | 5  | 2  | 3  | 18 | 15 | 3   |
| Israel     | 16  | 10 | 4  | 4  | 2  | 20 | 10 | 10  |
| Luxemburgo | 5   | 10 | 1  | 2  | 7  | 4  | 25 | -21 |
| Moldavia   | 3   | 10 | 0  | 3  | 7  | 6  | 18 | -12 |

| Fecha                    | Lugar                |            |                       | Resultado                                                           |                       |            |
| ------------------------ | -------------------- | ---------- | --------------------- | ------------------------------------------------------------------- | --------------------- | ---------- |
| 6 de septiembre de 2008  | Ramat Gan            | Israel     | Bandera de Israel     | 2:2 (0:1) Archivado el 8 de marzo de 2010 en Wayback Machine.       | Bandera de Suiza      | Suiza      |
| 10 de septiembre de 2008 | Zúrich               | Suiza      | Bandera de Suiza      | 1:2 (1:1) Archivado el 1 de abril de 2009 en Wayback Machine.       | Bandera de Luxemburgo | Luxemburgo |
| 11 de octubre de 2008    | San Galo             | Suiza      | Bandera de Suiza      | 2:1 (0:0) Archivado el 2 de abril de 2009 en Wayback Machine.       | Bandera de Letonia    | Letonia    |
| 15 de octubre de 2008    | El Pireo             | Grecia     | Bandera de Grecia     | 1:2 (0:1) Archivado el 2 de abril de 2009 en Wayback Machine.       | Bandera de Suiza      | Suiza      |
| 28 de marzo de 2009      | Chisináu             | Moldavia   | Bandera de Moldavia   | 0:2 (0:1) Archivado el 1 de abril de 2009 en Wayback Machine.       | Bandera de Suiza      | Suiza      |
| 1 de abril de 2009       | Ginebra              | Suiza      | Bandera de Suiza      | 2:0 (1:0) Archivado el 4 de abril de 2009 en Wayback Machine.       | Bandera de Moldavia   | Moldavia   |
| 5 de septiembre de 2009  | Basilea              | Suiza      | Bandera de Suiza      | 2:0 (0:0) Archivado el 10 de septiembre de 2009 en Wayback Machine. | Bandera de Grecia     | Grecia     |
| 9 de septiembre de 2009  | Riga                 | Letonia    | Bandera de Letonia    | 2:2 (0:1) Archivado el 10 de septiembre de 2009 en Wayback Machine. | Bandera de Suiza      | Suiza      |
| 10 de octubre de 2009    | Ciudad de Luxemburgo | Luxemburgo | Bandera de Luxemburgo | 0:3 (0:3) Archivado el 13 de octubre de 2009 en Wayback Machine.    | Bandera de Suiza      | Suiza      |
| 14 de octubre de 2009    | Basilea              | Suiza      | Bandera de Suiza      | 0:0 Archivado el 1 de noviembre de 2009 en Wayback Machine.         | Bandera de Israel     | Israel     |

## Enfrentamientos previos
| Fecha                   | Lugar    |       |                  | Resultado |                       |            |
| ----------------------- | -------- | ----- | ---------------- | --------- | --------------------- | ---------- |
| 14 de noviembre de 2009 | Ginebra  | Suiza | Bandera de Suiza | 0:1 (0:0) | Bandera de Noruega    | Noruega    |
| 3 de marzo de 2010      | San Galo | Suiza | Bandera de Suiza | 1:3 (1:1) | Bandera de Uruguay    | Uruguay    |
| 1 de junio de 2010      | Sion     | Suiza | Bandera de Suiza | 0:1       | Bandera de Costa Rica | Costa Rica |
| 6 de junio de 2010      | Ginebra  | Suiza | Bandera de Suiza | 1:1 (1:1) | Bandera de Italia     | Italia     |

## Jugadores
| #     | Nombre               | Posición      | Edad | PJ Sel | Club                |
| ----- | -------------------- | ------------- | ---- | ------ | ------------------- |
| 1     | Diego Benaglio       | Portero       | 26   | 25     | Wolfsburgo          |
| 2     | Stephan Lichtsteiner | Defensa       | 26   | 26     | Lazio               |
| 3     | Ludovic Magnin       | Defensa       | 31   | 61     | FC Zürich           |
| 4     | Philippe Senderos    | Defensa       | 25   | 38     | Arsenal             |
| 5     | Steve Von Bergen     | Defensa       | 26   | 10     | Hertha de Berlín    |
| 6     | Benjamin Huggel      | Mediocampista | 32   | 36     | FC Basel            |
| 7     | Tranquillo Barnetta  | Mediocampista | 28   | 50     | Bayer Leverkusen    |
| 8     | Gökhan Inler         | Mediocampista | 25   | 34     | Udinese             |
| 9     | Alexander Frei       | Delantero     | 30   | 73     | FC Basel            |
| 10    | Blaise Nkufo         | Delantero     | 35   | 29     | Twente              |
| 11    | Valon Behrami        | Mediocampista | 25   | 26     | West Ham United     |
| 12    | Marco Wölfli         | Portero       | 27   | 4      | Young Boys          |
| 13    | Stéphane Grichting   | Defensa       | 31   | 33     | Auxerre             |
| 14    | Marco Padalino       | Mediocampista | 26   | 7      | Sampdoria           |
| 15    | Hakan Yakın          | Delantero     | 33   | 80     | FC Luzern           |
| 16    | Gelson Fernandes     | Mediocampista | 23   | 21     | Saint-Étienne       |
| 17    | Reto Ziegler         | Defensa       | 24   | 10     | Sampdoria           |
| 18    | Albert Bunjaku       | Delantero     | 26   | -      | FC Nuremberg        |
| 19    | Eren Derdiyok        | Delantero     | 21   | 19     | Bayer Leverkusen    |
| 20    | Pirmin Schwegler     | Mediocampista | 23   | 3      | Eintracht Frankfurt |
| 21    | Johnny Leoni         | Portero       | 25   | 0      | FC Zürich           |
| 22    | Mario Eggimann       | Defensa       | 29   | 8      | Hannover 96         |
| 23    | Xherdan Shaqiri      | Delantero     | 18   | 1      | FC Basel            |
| D. T. | Ottmar Hitzfeld      |               |      |        |                     |

## Participación

### Grupo H
| Equipo   | Pts | PJ | PG | PE | PP | GF | GC | Dif |
| -------- | --- | -- | -- | -- | -- | -- | -- | --- |
| España   | 6   | 3  | 2  | 0  | 1  | 4  | 2  | 2   |
| Chile    | 6   | 3  | 2  | 0  | 1  | 3  | 2  | 1   |
| Suiza    | 4   | 3  | 1  | 1  | 1  | 1  | 1  | 0   |
| Honduras | 1   | 3  | 0  | 1  | 2  | 0  | 3  | -3  |

- Nota: La hora mostrada corresponde a la hora local de Sudáfrica (UTC+2).

| 16 de junio de 2010, 16:00 | España | 0:1 (0:0) | Suiza         | Estadio Moses Mabhida, Durban                                        |                                                                      |
|                            |        | Reporte   | Fernandes 51' | Asistencia: 62.453 espectadores Árbitro(s): Howard Webb (Inglaterra) | Asistencia: 62.453 espectadores Árbitro(s): Howard Webb (Inglaterra) |

| 21 de junio de 2010, 16:00 | Chile        | 1:0 (0:0) | Suiza | Estadio Nelson Mandela Bay, Port Elizabeth                                    |                                                                               |
|                            | González 74' | Reporte   |       | Asistencia: 34.872 espectadores Árbitro(s): Khalil Al Ghamdi (Arabia Saudita) | Asistencia: 34.872 espectadores Árbitro(s): Khalil Al Ghamdi (Arabia Saudita) |

| 25 de junio de 2010, 20:30 | Suiza | 0:0     | Honduras | Estadio Free State, Bloemfontein                                        |                                                                         |
|                            |       | Reporte |          | Asistencia: 28.042 espectadores Árbitro(s): Héctor Baldassi (Argentina) | Asistencia: 28.042 espectadores Árbitro(s): Héctor Baldassi (Argentina) |

## Curiosidades
- Los helvéticos llegaban a este mundial con el registro de 360 minutos sin recibir goles en su portería, producto de dos triunfos y dos empates en el mundial anterior. Frente a España sumaron otros 90 minutos con el arco invicto y así llegaron al partido frente a Chile con 450 minutos con su valla en cero. En dicho partido, en el minuto 67, estableció un nuevo registro de más minutos consecutivos sin recibir gol en los mundiales, superando de esta manera el anterior registro de Italia que ostentaba 517 minutos en esa condición, pero el intento de los suizos por prolongar su récord se terminó a los 75' cuando la selección chilena anotó, quedando el registro final en 525 minutos consecutivos sin recibir un gol.